# Rhinomya gagatea
Rhinomya gagatea är en tvåvingeart som beskrevs av Robineau-desvoidy 1830. Rhinomya gagatea ingår i släktet Rhinomya och familjen parasitflugor.
Artens utbredningsområde är Frankrike. Inga underarter finns listade i Catalogue of Life.